# Susan Blakely
Pour les articles homonymes, voir Blakely.
 (juin 2017).
Si vous disposez d'ouvrages ou d'articles de référence ou si vous connaissez des sites web de qualité traitant du thème abordé ici, merci de compléter l'article en donnant les références utiles à sa vérifiabilité et en les liant à la section « Notes et références ».
Susan Blakely est une actrice américaine née le 7 septembre 1948 à Francfort-sur-le-Main (Allemagne).

## Biographie
Susan Blakely est née à Francfort, en Allemagne. Elle est la fille de Weezie, une professeur d'art, et du colonel Larry Blakely, un officier de l'armée américaine.
Elle grandit sur des bases de l'armée en Corée et à Hawaï. Elle étudie une année à l'université du Texas à Austin.
Son premier contrat de modèle arrive alors qu'elle vit à El Paso, au Texas, où son père est stationné à Fort Bliss. Vers 1967, une photographie de Susan devant une piscine où elle pose dans un maillot de bain noir et blanc, est utilisée par une station de télévision locale, le varech-TV (maintenant KVIA-TV). Elle obtient un contrat d'un an avec l'agence de mannequins Ford à New York. Sa première apparition sur une couverture est pour un magazine de coiffure.
Elle étudie l'art dramatique à l'Actors Studio. Elle arrive à Hollywood au début des années 1970 comme l'un des mannequins les mieux payés, puis elle commence sa carrière d'actrice.
Elle trouve son premier grand rôle dans le film catastrophe La Tour infernale. En 1978, elle auditionne pour le rôle de Lois Lane dans Superman.
En 1982, elle se marie avec le producteur de télévision Steve Jaffe. Ils vivent à Beverly Hills, en Californie.

## Filmographie

### Télévision
- 1976 : Le Riche et le Pauvre ("Rich Man, Poor Man") : Julie Prescott
- 1977 : Secrets : Andrea Fleming
- 1980 : Make Me an Offer : Joyce Windsor
- 1980 : Cri d'amour (A Cry for Love) : Polly Harris
- 1981 : The Oklahoma City Dolls : Sally Jo Purkey
- 1981 : Le Bunker, les derniers jours d'Hitler (The Bunker) de George Schaefer : Eva Braun
- 1983 : Will There Really Be a Morning? : Frances Farmer
- 1985 : Stingray : Evelyn Decter
- 1985 : Alerte à l'aéroport (International Airport) : Jeanne Roberts
- 1986 : La Fleur ensanglantée (Blood & Orchids) : Marie Farrell
- 1986 : Annihilator, le destructeur : Layla
- 1986 : The Ted Kennedy Jr. Story : Joan Kennedy
- 1987 : Le Père Dowling : Patricia Erdain
- 1988 : Broken Angel : Catherine Coburn
- 1988 : April Morning : Sarah Cooper
- 1988 : Hiroshima Maiden : Betty Bennett
- 1988 : Strip-tease fatal (Ladykillers) : Lilah Corbett
- 1989 : Torn Between Two Fathers : Jennifer
- 1990 : The Incident (en) : Billie
- 1990 : Dead Reckoning (tv) : Alex Barnard
- 1990 : Murder Times Seven : Gert Kiley
- 1991 : And the Sea Will Tell : Gail Bugliosi
- 1991 : Blackmail : Lucinda
- 1991 : La Petite Sauvage (Wildflower) : Ada Guthrie
- 1992 : Against Her Will: An Incident in Baltimore : Billie
- 1992 : Les Visiteurs de l'au-delà : Leigh Holland
- 1993 : No Child of Mine : Peggy Young
- 1994 : Honor Thy Father and Mother: The True Story of the Menendez Murders : Leslie Abramson
- 1996 : Co-ed Call Girl : Teri Halbert
- 1996 : Le Destin de Dina (Color Me Perfect) : Dr Linda Ryan
- 1998 : Le Silence brisé (Race Against Fear: A Moment of Truth Movie) : Margaret Carlyle
- 2001 : La Justice d'une mère (A Mother's Testimony) : Donna Mulroney
- 2005 : L'Ombre d'une rivale (The Perfect Neighbor) : Jeannie Costigan
- 2007 : Mon oncle Charlie (Two and a half men) : Angie
- 2013 : Un homme trop parfait (The Perfect Boyfriend) : Clara

### Cinéma
- 1972 : Sauvages (Savages) : Cecily, une débutante
- 1973 : Nos plus belles années (The Way We Were) : Judianne
- 1974 : Les Mains dans les poches (The Lord's of Flatbush) : Jane Bradshaw
- 1974 : La Tour infernale (The Towering Inferno) : Patty Simmons
- 1975 : Rapport confidentiel (Report to the Commissioner) : Patty Butler
- 1975 : Capone : Iris Crawford
- 1979 : Dreamer : Karen
- 1979 : Airport 80 Concorde (The Concorde: Airport '79) : Maggie Whelan
- 1987 : Opération survie (The Survivalist) : Linda
- 1987 : Over the Top : Le Bras de fer (Over the Top) : Christina Cutler-Hawk
- 1989 : Dream a Little Dream : Cherry Diamond
- 1989 : Ma mère est un loup-garou (My Mom's a Werewolf) : Leslie Shaber
- 1990 : Massacre dans l'ascenseur (Out of Sight, Out of Mind) : Alice Lundgren
- 1992 : Russian Holiday (en) de Greydon Clark : Susan Dennison
- 1995 : Tous les jours dimanche : Alice
- 1999 : Gut Feeling
- 1999 : Un meurtre parfait (Her Married Lover) : Laura Mannhart
- 2000 : Une baby-sitter trop parfaite (The Perfect Nanny) : Dr Julia Bruning
- 2000 : Crash Point Zero : Barbara Esmond
- 2000 : Priorité absolue (Chain of Command) : Meg Danforth
- 2002 : Hungry Hearts : Barbi Harris
- 2004 : L.A. Twister : Vivian
- 2005 : Hate Crime (en) : Martha Boyd